# واد ه. إليس
واد ه. إليس (بالإنجليزية: Wade H. Ellis)‏ (و. 1866 – 1948 م) هو محام من الولايات المتحدة الأمريكية ولد في كوفينغتون.
وهو عضو في الحزب الجمهوري .